# Abidin Dino
Abidin Dino (23 tháng 3 năm 1913 - 7 tháng 12 năm 1993) là một nghệ sĩ và một họa sĩ người Thổ Nhĩ Kỳ.

## Tuổi thơ
Dino sinh ngày 23 tháng 3 năm 1913 tại Istanbul trong một gia đình yêu nghệ thuật. Ông bắt đầu vẽ và vẽ từ khi còn nhỏ chịu ảnh hưởng của gia đình. Khi còn nhỏ, ông sống ở Geneva, Thụy Sĩ và Pháp trong nhiều năm với cha mẹ, sau đó trở về Istanbul năm 1925. Dino bắt đầu học trung học tại trường trung học Robert College ở Istanbul, nhưng đã bỏ học để tập trung vào hội họa, vẽ và viết. Các bài báo và phim hoạt hình của ông đã sớm được xuất bản trên các tờ báo và tạp chí, và vào năm 1933, ông và năm họa sĩ trẻ sáng tạo khác đã thành lập Tập đoàn D D, tổ chức một số triển lãm về tác phẩm của họ. Cũng trong khoảng thời gian đó, ông đã minh họa những tập thơ của Nazım Hikmet. 
Năm 1933, đạo diễn Liên Xô Sergei Yutkevich, người đã thực hiện một bộ phim về Ankara, đã mời Dino đến xưởng phim Lenfil ở Leningrad, và với sự khuyến khích của Atatürk, Dino đã chấp nhận. Ở Leningrad, ông làm việc như một nhà thiết kế cảnh quan và trợ lý đạo diễn tại một số hãng phim, và đạo diễn một bộ phim có tên " Thợ mỏ " ở Moscow, Kiev và Odessa. Không lâu sau khi trở về Thổ Nhĩ Kỳ, anh đến Paris, Pháp, nơi anh làm việc từ năm 1937 đến 1939, gặp gỡ những nghệ sĩ nổi tiếng như Gertrude Stein, Tristan Tzara và Picasso. 
Sau khi trở về Istanbul một lần nữa, ông tham gia "Triển lãm bến cảng" nổi tiếng, bao gồm các bức tranh về các công nhân và ngư dân của thành phố bởi các họa sĩ nổi tiếng của Thổ Nhĩ Kỳ thời đó. Triển lãm đã thu hút sự quan tâm rộng rãi của công chúng, và năm đó Dino được yêu cầu thiết kế gian hàng Thổ Nhĩ Kỳ tại Hội chợ Thế giới New York 1939. Trong khi đó, ông đã xuất bản các bài báo và phim hoạt hình trên một số tạp chí quan trọng nhất thời bấy giờ, nghiên cứu một cách tiếp cận mới về chủ nghĩa hiện thực cùng với anh trai nhà thơ Arif Dino. 
Trong Thế chiến II, ông đã vẽ các bức tranh lấy cảm hứng từ cuộc xung đột, nhưng xử lý hội họa của ông về các đối tượng chính trị trong thời kỳ chiến tranh đã gây ra sự không hài lòng từ chính phủ, và vào năm 1941 luật thiết quân luật của Istanbul đã đày ông và anh trai của ông tới đông nam Anatolia, nơi ông nội của họ đã từng làm thống đốc. Những năm lưu vong này cho đến năm 1945 là những năm rất thành công về nghệ thuật đối với Dino. Trong khi cô vợ trẻ Güzin Dino của ông dạy tiếng Pháp tại trường trung học Adana, ông làm việc cho một tờ báo địa phương, TurkSozu, sản xuất các bài báo và bản vẽ minh họa bằng hiện thực thơ mộng về cuộc sống khó khăn và điều kiện làm việc của những người lao động nông nghiệp trong khu vực. Chính tại đây, ông đã viết các vở kịch " Hói " và " Người thừa kế ", và bắt đầu chuyển qua điêu khắc. Năm 1951, ông được phép rời khỏi Thổ Nhĩ Kỳ. Vì vậy, ông đã đi đến Rome, Ý, nơi ông ở lại chín tháng, nhưng sau đó định cư tại Paris vào năm 1952. 

## Những ngày ở Paris

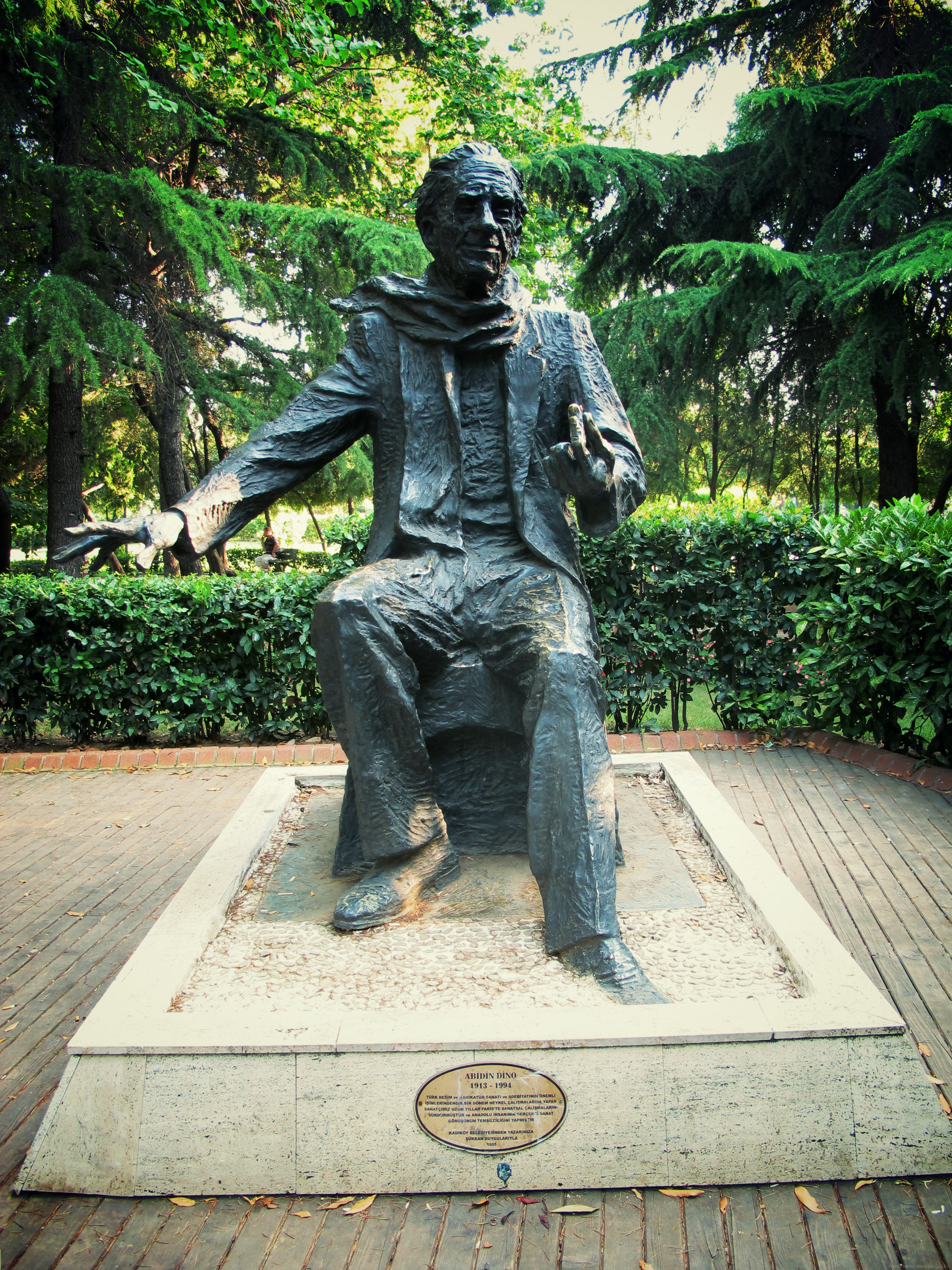
Bức tượng Dino ở zgürlük Parkı, Kadıköy, İstanbul

Chỉ trong một thời gian ngắn, ngôi nhà của Guzin và Abidin Dino ở Paris đã trở thành nơi tập trung của nhiều nghệ sĩ và nhà văn nổi tiếng. Cặp vợ chồng đầu tiên chuyển đến phòng thu trên tầng cao nhất của căn hộ của Max Ernst trên cầu cảng Saint-Michel, và sau đó đến một căn hộ nhỏ ở Sushi.
Những người bạn nước ngoài và Thổ Nhĩ Kỳ của họ, bao gồm Nazım Hikmet, Yaşar Kemal, Ahmet Hamdi Tanpinar và Melih Cevdet, đã tìm thấy cơ hội gặp nhau tại nhà của Dino. Dinos cũng luôn sẵn sàng giúp đỡ các họa sĩ và sinh viên trẻ người Thổ Nhĩ Kỳ ở Paris, giới thiệu họ với các bậc thầy nổi tiếng thế giới và hỗ trợ họ thành danh. 
Trong tám năm kể từ năm 1954, Abidin Dino đã tham gia triển lãm "Salon de Mai" ở Paris, trong khi Guzin Dino sản xuất các chương trình cho Đài phát thanh Pháp, dạy tiếng Thổ Nhĩ Kỳ tại Khoa Ngôn ngữ phương Đông của Sorbonne và dịch các tài liệu tiếng Pháp của Thổ Nhĩ Kỳ. 

## Tình bạn khó quên
Mặc dù Abidin Dino sống ở nước ngoài, ông không bao giờ cắt đứt quan hệ với Thổ Nhĩ Kỳ và bạn bè của mình ở đó, và rất quan tâm đến mọi thứ xảy ra, đặc biệt là trong lĩnh vực chính trị. Ông luôn vui mừng được hợp tác với các nghệ sĩ và nhà văn Thổ Nhĩ Kỳ khác, viết lời tựa và vẽ minh họa cho những cuốn sách của bạn bè với sự hào phóng không giới hạn. 
Sau hơn một thập kỷ vắng bóng, ông đã đến thăm Thổ Nhĩ Kỳ vào năm 1969 để mở một triển lãm các tác phẩm của mình. Từ đó trở đi ông tới thường xuyên hơn, tham gia các triển lãm một người và hỗn hợp. Năm 1979, ông được bầu làm chủ tịch danh dự của Liên minh Nghệ thuật Thị giác (UNAP) tại Pháp. Bộ phim "Goal!!World Cup 1966 "(1966) là một sự tôn vinh ngoạn mục cho sự nhạy cảm thị giác của ông và mang lại cho anh ấy" giải thưởng Flaherty ". Bộ phim này về trận chung kết World Cup 1966 là một bộ phim tài liệu không giới hạn các trận đấu bóng đá, nhưng bao gồm các cảnh quay hấp dẫn của người dân ở London và các nơi khác ở Anh. 

## Bậc thầy vẽ tranh

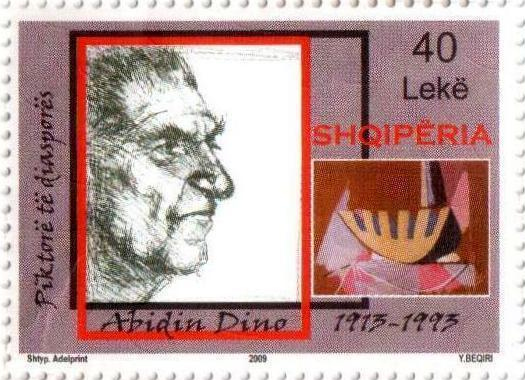
Dino trên tem năm 2009 của Albania

Abidin Dino quan tâm đến mọi thứ còn sống, ông khéo léo chụp lại ảnh bằng cọ, bút chì và máy ảnh của mình. Ông có hai chủ đề yêu thích: bàn tay và hoa. Trong một cuốn sách vẽ nhỏ mà ông đã làm cho vợ Guzin xuất bản nhân kỷ niệm mười năm ngày mất, thoáng hiện tình yêu và cảm giác đoàn kết, đó là nguồn cảm hứng của ông. Với tiêu đề " Guidin Abidins ", cuốn sách này bao gồm các bức vẽ và bài tiểu luận của Abidin Dino.
Người ta có thể bắt gặp tên của ông trong nhiều phòng trưng bày nghệ thuật và bảo tàng trên khắp thế giới, trong một bài thơ, lời bài hát hoặc một cuốn sách. Ông không chỉ là một trong những người tiên phong của hội họa Thổ Nhĩ Kỳ hiện đại, mà còn sản xuất các tác phẩm bậc thầy trong các lĩnh vực khác nhau như biếm họa, điêu khắc, gốm sứ, điện ảnh và văn học. 
Dino qua đời vào ngày 7 tháng 12 năm 1993 tại Bệnh viện Villejuif ở Paris. Ông được đưa vào an nghỉ trong Nghĩa trang Aşiyan ở Istanbul. 